# Kevin Van Impe
Kevin Van Impe (Aalst, 19 d'abril de 1981) és un ciclista belga, professional des del 2002 al 2012. Bon especialista sobre el pavé, ha participat en les principals cursa d'aquesta modalitat ajudant el seu company d'equip Tom Boonen. La seva principal victòria és l'A través de Flandes de 2009.
És el fill de l'exciclista Frank Van Impe i nebot del també ciclista Lucien Van Impe.

## Palmarès
- 2001
  - 1r a l'OZ Wielerweekend
- 2003
  - Vencedor d'una etapa de la Volta a Renània-Palatinat
- 2005
  - 1r al Circuit de Houtland
- 2006
  - 1r al Circuit Francobelga i vencedor d'una etapa
- 2009
  - 1r a l'A través de Flandes
- 2010
  - 1r al Gran Premi Briek Schotte

### Resultats al Giro d'Itàlia
- 2003. Abandona (14a etapa)

### Resultats a la Volta a Espanya
- 2006. 129è de la classificació general
- 2008. 126è de la classificació general